# Секст Јулије Фронтин
Секст Јулије Фронтин (??? — 106. г.) је био римски државник и војни теоретичар о чијем пореклу се ништа не зна, осим чињенице да је евентуално припадао аристократском слоју. Први пут је споменут за време цара Веспазијана, почетком 70. г, када је на месту praetor urbanus-а поднео оставку да би утро пут Домицијану. Могуће је да је 74. године био један од consules suffeeti-ја, да би наредне године наследио Цереала на месту гувернера Британије. Истакао се покоравањем Силура, ратоборног келтског племена из јужног Велса. Успео је да одржи римску власт неуздрману све док га није сменио Агрикола 78. године. Приликом трећег Нервиног конзуловања (97. године н. е.) изабран је за aquarium curator-a, како је сам навео (de Aq., 1; comp. 102). Такође је уживао високо достојанство augura. По свој прилици је умро 106. г, будући да је непосредно након тога његово место поверено Плинију Млађем. Преко Марцијалових епиграма се може закључити да се двапут уздигао до конзула, али пошто се његово име не јавља у службеним записима, fasti, није могуће одредити када је то било. Међутим, може се претпоставити да му је та част поверена пре него што се запутио за Британију, јер се зна да су генерали постављани на управу у тој провинцији углавном били конзули. Сачувана су следећа његова дела: Strategematicon, De Aquaeductibus Urbis Romae, De re militari, Agrimensoren.